# Chuyến đi cuối cùng của chị Phụng
Chuyến đi cuối cùng của chị Phụng (tiếng Anh: Madam Phung's Last Journey) là một bộ phim điện ảnh tài liệu Việt Nam, phát hành năm 2014. Phim do Nguyễn Thị Thắm đạo diễn và ghi hình, với phần sản xuất chính của Sylvie Blum. Đây là bộ phim dài đầu tay của Nguyễn Thị Thắm, kể về hành trình của một đoàn hát gồm đa phần là những người chuyển giới tại khu vực Nam Bộ.
Lấy cảm hứng từ những lần đến gánh hát hội chợ lúc nhỏ, Nguyễn Thị Thắm lên ý tưởng và thực hiện bộ phim từ năm 2009. Cô ở lại đoàn hội chợ Bích Phụng và ghi hình theo phong cách tài liệu trực tiếp trong vòng 13 tháng, đóng máy vào tháng 10 năm 2010. Sau một thời gian tìm kiếm hỗ trợ, cô bắt đầu dựng phim với hơn 70 giờ phim thô và đến Pháp để thực hiện công đoạn hậu kỳ. Bộ phim hoàn chỉnh vào tháng 3 năm 2014.
Chuyến đi cuối cùng của chị Phụng công chiếu tại Liên hoan Điện ảnh Hiện thực, Paris vào ngày 24 tháng 3 năm 2014 và Hãng phim Xanh phân phối ở Việt Nam ngày 13 tháng 12 năm 2014. Bộ phim nhận nhiều phản hồi tích cực từ các nhà phê bình điện ảnh và phá đổ mọi kỷ lục phát hành phim tài liệu ở Việt Nam. Bộ phim đoạt giải "Special Mention" tại Liên hoan Phim tài liệu Đông Nam Á Chopshots và đạt bằng khen trong hạng mục Phim tài liệu tại giải Cánh diều vàng 2013.

## Nội dung
Năm 2004, đoàn diễn hội chợ Bích Phụng được thành lập, gồm 35 thành viên của đoàn đến từ nhiều vùng miền khác nhau trong cả nước. Phần lớn trong số họ là người chuyển giới, ít học, nghèo khổ, không có gia đình hay nghề nghiệp. Họ biểu diễn quanh năm tại nhiều địa phương từ Đà Nẵng đến mũi Cà Mau. Các hoạt động hội chợ của họ bao gồm xổ số, đi tàu điện mini, nhà bơm hơi, vòng quay ngựa gỗ, bóng bay, phi tiêu và bắn súng nhắm vào các thành viên đang hát hay vẽ phác họa. Trưởng đoàn là chị Bích Phụng, một người chuyển giới từ nam sang nữ, thiếu thời đi tu, phải lòng một nam phật tử nên quyết định hoàn tục, lập gánh hội chợ quy tụ người đồng cảnh lang thang kiếm sống. Chị Mỹ Hằng, người làm chủ gian hàng bắn súng, gặp nhiều nợ nần. Ở tuổi 46, chị là người lớn tuổi nhất của gánh hát.
Dọc đường đi, họ phải đối mặt với nhiều bất trắc. Vào cuối năm 2009, đoàn hát bị một nhóm thanh niên tấn công, ăn trộm và ném đá vào doanh trại. Tại Phan Rang, có người đến trộm đồ ở gian hàng rồi ném xăng phóng hỏa, tiêu hủy hầu hết vốn liếng của chị Phụng và phải dọn đi vào hôm sau. Cuối phim là hình ảnh Phụng nằm trên võng ngân câu hát buồn, cạnh một đám lửa cháy và những túi nhựa bay trong gió và đường phố thưa thớt xe qua lại. Lời thuật tiết lộ chị Phụng và Hằng đã qua đời sau nhiều tháng đóng máy tại Sài Gòn.

## Sản xuất

### Bối cảnh thực hiện
—Nguyễn Thị Thắm giải thích về niềm cảm hứng ở bộ phim dài đầu tay này.
Sau khi tốt nghiệp tại Trường Đại học Sân khấu - Điện ảnh Thành phố Hồ Chí Minh năm 2007 và tham gia khóa học điện ảnh trực tiếp của Hiệp hội Điện ảnh Varan, Nguyễn Thị Thắm đã thực hiện nhiều bộ phim tài liệu ngắn như Chào con chào baby (2005), Ông và cháu (2006) và tác phẩm nhận bằng khen của Liên hoan phim Việt Nam 2013, Xe ôm (2011). Nguyễn Thị Thắm bắt đầu dựng ý tưởng thực hiện dự án phim dài đầu tay của mình một cách tình cờ, lấy cảm hứng từ những lần "đi xem các đoàn hội chợ về chỗ tôi biểu diễn" và nhận thức về lúc "mọi người nói pê-đê đấy, tôi chỉ biết họ là những người nam ăn mặc giống nữ". Cô chia sẻ "Nhiều người hỏi tôi vì sao chọn người đồng tính để làm phim. Tôi không hề có chủ đích chọn người đồng tính để làm phim... Thực ra, cái thu hút tôi đầu tiên để tôi chọn dự án là ở tính phiêu lưu của đoàn hát nay đây mai đó, không biết trước tương lai... Thứ hai, là cá nhân tôi luôn thích tầng lớp lao động, thích sự từng trải về thời gian trên gương mặt họ - luôn tạo cho tôi cảm xúc".

### Ghi hình
Để bắt tay thực hiện phim, Nguyễn Thị Thắm phải bỏ một thời gian tìm kiếm thông tin về các đoàn hội chợ, khi chúng không còn nhìn thấy ở các thành phố nữa. Trong một lần công tác ở Nha Trang, cô tìm được thông tin về một đoàn hội chợ đang biểu diễn ở một huyện gần đó, trước khi ngỏ ý hợp tác với đoàn của Phụng tại huyện Ninh Phước, tỉnh Ninh Thuận vào tháng 8 năm 2009. Nguyễn Thị Thắm xem đây là cái duyên vì "với tất cả các bộ phim mình đã thực hiện, trong quá trình khảo sát nhân vật cho chủ đề, nhân vật đầu tiên mình gặp bao giờ cũng trở thành nhân vật trong phim. Chị Phụng và đoàn hội chợ do chị quản lý cũng vậy". Ban đầu cả đoàn giữ khoảng cách với Nguyễn Thị Thắm do nghĩ cô là một nhà báo chuyên viết bài về mặt tiêu cực của đời sống các đoàn lô-tô cũng như người chuyển giới, dần dần họ mới cởi mở và kết thân với cô. Từ đó, cô gia nhập đoàn hát của Phụng và ghi hình liên tục theo thể loại điện ảnh trực tiếp. Trong một cuộc phỏng vấn vào tháng 7 năm 2014, Nguyễn Thị Thắm chia sẻ việc ghi hình của phim như "là trải nghiệm một cuộc sống hoàn toàn khác. Nó hấp dẫn mình, cuốn mình đi. Còn với các nhân vật, mình cố gắng hòa vào với môi trường sống của họ. Những phân đoạn quan trọng trong phim đều là những phân đoạn mình đã có sự gắn bó nhất định, đã ăn chung, ngủ chung… với các chị ấy. Đêm lắng nghe họ nói chuyện, nghe những câu chuyện riêng tư của họ rồi mình và họ thấy gần gũi hơn. Những phân đoạn quan trọng khi quay mình đều có cảm giác đang không cầm máy quay, chiếc máy quay biến mất".
Phim trải qua thời gian 5 năm để hoàn thiện, trong đó có tổng cộng 13 tháng ghi hình. Máy móc và thiết bị sử dụng vay mượn từ Hiệp hội Varan, cùng kinh phí của Nguyễn Thị Thắm, nguồn tài trợ từ một kênh truyền hình của Đức và Pháp, và nhiều cô bạn đoàn hát. Trong khi vừa thu hình vừa đạo diễn, phần thu thanh được các bạn của cô giúp đỡ. Với 4 tháng đầu tiên ghi hình, Nguyễn Thị Thắm tập trung quan sát, chủ yếu ít phân đoạn quan trọng. Sau đó, cô đem bản nháp về nộp cho Hiệp hội Varan để chứng thực và nhận hỗ trợ chi phí từ họ. Cô tiếp tục có thêm 7 tháng ghi hình nữa, với nhiều tình huống kịch tính và thú vị chính xuất hiện trên phim, trước khi chính thức đóng máy vào tháng 10 năm 2010.

### Sản xuất hậu kỳ
Trong suốt gần một năm kể từ ngày đóng máy, Nguyễn Thị Thắm đến khắp nơi kêu gọi đầu tư kinh phí, trong đó có một số quỹ liên quan đến cộng đồng người đồng tính của Việt Nam, nhưng không thành. Lúc tìm kiếm nhà đầu tư từ các quỹ từ Pháp và châu Âu, cô gặp nhà dựng phim người Pháp Aurelie Ricard vào tháng 7 năm 2013, cũng là giáo viên giảng dạy tại Hiệp hội Varan và đồng nghiệp Phạm Thị Hảo, những người đã giúp đỡ cho cô trong việc dựng phim mà không lấy công. Cô tạo hình cho phim trong vòng 5 tháng, giản lược từ đoạn phim thô dài 70 tiếng xuống thành 4 tiếng. Trong phần dựng phim cuối cùng, Nguyễn Thị Thắm buộc phải cắt xuống còn 80 phút, điều mà cô mô tả "là một sự hy sinh đau đớn", khi phải bỏ đi "hai tuyến nhân vật cũng rất cảm động" để "mỗi phân đoạn không quá ngắn không quá dài, đủ giữ khán giả chìm đắm mà không bị xao nhãng khỏi câu chuyện". Ở bản sau cùng của phim, Nguyễn Thị Thắm muốn "tập trung câu chuyện vào chị Phụng từ vai trò thủ lĩnh răn đe đàn em, tổ chức công việc, ngoại giao địa phương… đến đời sống tâm linh, tình cảm, mơ ước riêng tư…"
Vào đầu tháng 2 năm 2014, cô đến Pháp để thực hiện phần sản xuất hậu kỳ cho phim, với sự hỗ trợ của Ina—một công ty làm hậu kỳ phim lớn ở Pháp. Sản xuất chính cho phim là Sylvie Blum, người hỗ trợ phối âm thanh, chỉnh màu, ra băng đĩa và hoàn thành phim. Cũng trong thời gian dựng phim tại Pháp, Nguyễn Thị Thắm biết tin Phụng và Mỹ Hằng đã qua đời vì căn bệnh AIDS vào khoảng tháng 5 năm 2011, tức chỉ 7 tháng sau khi Nguyễn Thị Thắm đóng máy, khi cả hai không được chẩn đoán kịp thời. Đoàn hát sau đó được giao lại cho một thanh niên trẻ nhưng chỉ một tháng thì tan rã. Phim hoàn thành vào ngày 14 tháng 3 năm 2014, hai tuần trước khi tham dự và công chiếu lần đầu tại Liên hoan Điện ảnh Hiện thực Paris. Vào ngày 15 tháng 4, có thông tin phim đã được hệ thống thư viện Pháp mua lại.

## Phát hành

### Công chiếu lần đầu

Áp phích sử dụng tại Liên hoan Điện ảnh Hiện thực.

Chuyến đi cuối cùng của chị Phụng công chiếu lần đầu tiên tại Trung tâm văn hóa Pompidou ở Paris, thuộc khuôn khổ Liên hoan Điện ảnh Hiện thực vào ngày 24 tháng 3 năm 2014. Tại đó, phim chính thức tham gia tranh giải hạng mục "Phim đầu tay quốc tế xuất sắc nhất", cùng với 8 bộ phim đến từ nhiều nước khác. Phản ứng của khán giả trong buổi công chiếu được trang RFI Tiếng Việt mô tả bằng cụm từ "đa chiều". Kết thúc buổi công chiếu, Nguyễn Thị Thắm có buổi đàm thoại về thực trạng giảm sút của các thể loại gánh hát tại Việt Nam và quá trình sản xuất phim với khán giả.
Không lâu sau buổi công chiếu, Nguyễn Thị Thắm có chia sẻ cảm giác háo hức lúc đó, khi "lần đầu tiên tôi được đến một liên hoan lớn như thế này, khán giả đến rất là đông và họ thích thú với tất cả các phim được chiếu ở đây. Tôi rất bất ngờ khi nhìn thấy như vậy và cảm thấy vô cùng phấn khởi, nhìn thấy đoàn người lần lượt xếp hàng vào rạp, người làm phim như mình được khích lệ vô cùng. Được khán giả đến như vậy là một hình thức người ta công nhận mình, trân trọng mình, thì mình cảm thấy vô cùng phấn khích và có thêm động lực để làm nghề."

### Trình chiếu tại quốc tế
Sau buổi công chiếu tại Liên hoan Điện ảnh Hiện thực vào ngày 24 tháng 3 năm 2014, phim xuất hiện tại Liên hoan Phim tài liệu Đông Nam Á Chopshots, tổ chức tại Indonesia vào ngày 23 tháng 4. Phim tiếp tục giới thiệu tại Liên hoan phim Lasalle tại Pháp vào tháng 5, Liên hoan phim Quốc tế Human Rights Human Dignity tại Myanmar và Liên hoan Phim tài liệu Việt Nam–châu Âu tại Hà Nội và Thành phố Hồ Chí Minh vào tháng 6, Liên hoan phim Tự do tại Selangor vào tháng 9, Liên hoan phim Margaret Mead tại New York và Liên hiệp phim Women Make Wave tại Đài Loan vào tháng 10, Liên hoan phim tài liệu thể nghiệm tại Hà Nội, Liên hoan phim Traces de vie và Liên hoan phim LGBT vào tháng 11. Phim góp mặt tại Liên hoan Phim Luang Prabang tại Lào vào tháng 12 năm 2014.

### Phát hành tại Việt Nam
Vào cuối tháng 10 năm 2011, Nguyễn Thị Thắm tìm gặp Hồng Ánh, người cộng tác cùng cô trong phim ngắn Xe ôm thuộc dự án 86.000km+, với mục đích xin tài trợ cho dự án phim tài liệu dài đầu tay—thời gian này mang tựa đề "Đoàn Hội chợ Bích Phụng"—ở giai đoạn hậu kỳ. Hồng Ánh sau đó đã từ chối và hứa giúp cô khi có điều kiện. Vào tháng 6 năm 2014, Nguyễn Thị Thắm mời Hồng Ánh đến xem bộ phim đã hoàn thiện của mình tại Trường Đại học Hoa Sen, Thành phố Hồ Chí Minh. Khi cảm thấy ấn tượng với bộ phim, cô đề nghị giúp đỡ Nguyễn Thị Thắm phát hành bộ phim này tại Việt Nam. Hồng Ánh cho biết việc chuẩn bị phát hành phim gặp không ít khó khăn, bởi thể loại mang tính "khó nuốt" của phim, nhưng khẳng định "tôi vẫn tin khán giả yêu điện ảnh thực sự sẽ tìm đến bộ phim này. Vì hơn cả một tác phẩm điện ảnh, đây có lẽ là một trải nghiệm quý giá mà mỗi người chúng ta hiếm có cơ hội được chứng kiến, đi qua..."
Vào ngày 9 tháng 12, Hãng phim Xanh tổ chức buổi họp báo ra mắt báo chí và suất chiếu đầu tiên tại cụm rạp BHD, thành phố Hồ Chí Minh, nơi mà hai nhân vật Ái Khanh và Ngọc Phụng xuất hiện trước công chúng và giao lưu, chia sẻ với truyền thông và khán giả về quá trình làm phim. Phim phát hành tại Việt Nam ở quy mô nhỏ và mang tính thử nghiệm trong khâu phát hành phim tại Việt Nam để những bộ phim ít tính giải trí nhưng có giá trị cao về nghệ thuật có thể đến với công chúng. Phim chính thức trình chiếu tại Thành phố Hồ Chí Minh vào ngày 13 tháng 12, tại Đại học Phan Châu Trinh, Hội An vào ngày 16 tháng 11 năm 2014, Trung tâm Văn hóa Pháp tại Hà Nội vào ngày 29 tháng 12 năm 2014 và tại Đà Nẵng vào ngày 30 tháng 1 năm 2015. Phim được chọn trình chiếu trở lại tại Thành phố Hồ Chí Minh trong dự án CGV Art House vào ngày 5 tháng 1 năm 2015.

## Tiếp nhận

### Phòng vé
Phim là một thành công thương mại, phá đổ mọi kỷ lục phát hành phim tài liệu ở Việt Nam. Tại Thành phố Hồ Chí Minh, phim tăng từ 16 suất chiếu ban đầu lên 30 suất để đáp ứng nhu cầu của khán giả, với hơn 5.000 vé tiêu thụ trong 18 suất đầu tiên. Trong lần công chiếu tại Hà Nội, phim chia thành 18 suất, mỗi suất có khoảng 240 ghế, với gần 1.500 vé tiêu thụ và ba suất cháy vé. Theo thống kê, đã có 10.000 vé bán ra trong vòng 11 ngày trình chiếu tại Thành phố Hồ Chí Minh, cùng khoảng 30.000 khán giả ở Hà Nội và Thành phố Hồ Chí Minh tiếp cận đến phim, với 80% khán giả xem phim thuộc cộng đồng LGBT.
Truyền thông gọi Chuyến đi cuối cùng của chị Phụng là "một cột mốc lịch sử của việc phát hành phim tài liệu Việt Nam" và "đã làm được điều mà chưa bộ phim tài liệu nào của Việt Nam gần đây làm được". VTV gọi thành công của phim "không chỉ là câu chuyện của người đã chọn phát hành bộ phim mà nó còn là một kinh nghiệm để cho những người đang làm phim hôm nay, cho hệ thống phát hành phim của nhà nước cũng như cho những nhà làm phim độc lập có thêm một kinh nghiệm nữa, để biết rằng khi chúng ta có tác phẩm tốt nghĩa là chúng ta có cơ hội được đến với công chúng." Phản ứng trước thành công của bộ phim, Nguyễn Thị Thắm chia sẻ "Đây là một điều bất ngờ, niềm vui và sự động viên vô cùng lớn với tôi cũng như đơn vị phát hành. Khi thực hiện dự án này, mọi người không hề tưởng tượng sức lan tỏa của bộ phim lại lớn như vậy."

### Đánh giá chuyên môn
Chuyến đi cuối cùng của chị Phụng gây tiếng vang lớn với khán giả trong và ngoài nước, được các nhà phê bình điện ảnh đề cao nội dung, phong cách tài liệu mới mẻ và kỹ thuật quay của Nguyễn Thị Thắm. Trên trang tổng hợp kết quả đánh giá Rotten Tomatoes, bộ phim nhận 100% đánh giá tích cực được tổng hợp dựa trên 5 bài bình luận, với điểm số trung bình tuyệt đối 10 trên 10. Tại Metacritic, một trang chuyên cho điểm số trung bình dựa trên 100 đánh giá hàng đầu từ các nhà phê bình chính thống, bộ phim nhận 77 điểm dựa trên 4 bài đánh giá, được xếp hạng "nhìn chung là ý kiến tán thành".
Tác giả Clayton Dillard từ Slant Magazine đánh giá bộ phim 4 sao, so sánh sự khác biệt giữa lối tường thuật không theo dự tính của Nguyễn Thị Thắm với sự "nhấn mạnh vào sắc thái riêng và tính đa chiều" của đạo diễn người Ý Federico Fellini trong Amarcord (1973). Ông gọi chủ đề bao quát của Thắm là về ký ức, "như một sự liên kết giữa những chủ đề ngầm của bộ phim, tự đề bật nên những ý nghĩa của chúng. Tương tự, hội chợ, là nơi trí tưởng tượng kích hoạt, không thể tách rời theo cách mà nó ảnh hưởng đến đời sống thường ngày của nghệ sĩ đoàn hát. Một khi hạ màn xuống, họ cũng không còn là những người mua vui nữa." Helen T. Verongos của The New York Times mô tả nhân vật Bích Phụng là "một nhà lãnh đạo bẩm sinh" và là "một ngôi sao [...] trong phấn mắt lấp lánh, mi giả dày và trâm cài lông." Ben Sachs của Chicago Reader khen ngợi Nguyễn Thị Thắm khi "đạt đến mức độ gần gũi một cách thuyết phục với những chủ đề của mình" và cho rằng "Đây là một bộ phim sống động nhưng cũng đượm buồn—hầu hết những con người này gắn liền với cuộc sống gánh hát vì không thể hòa nhập ở đâu khác."
—Minh Chánh, Vietnamnet.
Trong khuôn khổ Liên hoan phim tài liệu châu Âu–Việt Nam lần thứ 6, Văn Bảy từ Thể thao & Văn hóa có mô tả phim bằng cụm từ "rất đáng xem". Tác giả Lâm Lê từ Tuổi Trẻ cảm thấy phim "Gần như không có một vỏ bọc nào, không có một sự đề phòng nào cần phải che giấu, họ chia sẻ những câu chuyện của cuộc đời họ, chấp nhận thân phận của mình như một 'kiếp nạn', một nghiệp chướng (karma) phải trả nợ cho kiếp trước". Nữ đạo diễn, nhà phê bình Việt Linh gọi bộ phim "sống động, đầy ắp tính nhân văn" cũng như khiến cô hi vọng lại vào tương lai điện ảnh Việt. Lữ Mai từ Gia đình & Xã hội khẳng định chính "Tính hiện thực, nhân văn trong Chuyến đi cuối cùng của chị Phụng đã mang đến cho khán giả niềm xúc động mạnh mẽ cũng như lòng ngưỡng mộ về sự dấn thân quyết liệt của nữ đạo diễn bộ phim."
Sau lần chiếu miễn phí tại Hội An, nhà báo Hồng Thúy cảm thấy phim "đã mở ra những chân trời rộng lớn, nhiều cảm xúc mênh mang, sâu thẳm trong lòng khán giả bên sông Hàn. Kết thúc bộ phim, nhiều người đã thốt lên rằng không ngờ một đạo diễn trẻ như Thắm lại có thể làm phim hay đến thế, xúc động đến thế". Thời báo Kinh tế Sài Gòn cho rằng với "thủ pháp mô tả hiện thực đầy chất phiêu lưu và dấn thân", bộ phim đã "đặc tả cuộc đời, số phận, lối sống, sự vượt lên định kiến xã hội nghiệt ngã của những người đồng tính giàu nghĩa tình và khát vọng sống". Trang RFI Tiếng Việt có đề cao cách mà phim mô tả "cảnh đời và tiếng lòng của những con người mang nghiệp cầm ca, lấy việc mua vui cho công chúng làm sinh kế. Đằng sau ánh đèn rực rỡ trên sân khấu, là bao nỗi đau vì bị ngược đãi, miệt thị, khinh rẻ; nỗi sợ vì những đe dọa hành hung, cướp bóc rình rập; nỗi thất vọng vì không được cảm thông…", đồng thời cho rằng "Dự án làm phim của đạo diễn Nguyễn Thị Thắm đã mang lại một cơ hội được chia sẻ, giãi bày, một cơ hội được thấu hiểu." Đồng ý kiến, tác giả Thoại Hà từ báo VNExpress nhìn nhận phim ở việc "gây ấn tượng khi tìm được những chi tiết rất thực, rất đời đưa vào bộ phim", cũng như lột tả được "cuộc đời những con người khao khát được xã hội công nhận và tôn trọng".
Frank Scheck của The Hollywood Reporter chú ý đến việc "sử dụng phong cách điện ảnh hiện thực để khám phá một tiểu văn hóa ít được biết đến, đạo diễn giới thiệu một bức chân dung dịu mềm về những con người bị lấn át trong xã hội trên đất nước của họ. Phim kết thúc như một nốt buồn, làm tăng thêm tính lặng lẽ bi thương của bộ phim." David Noh từ Film Journal International cho rằng Nguyễn Thị Thắm ghi lại bộ phim "bằng một con mắt khách quan nhưng trìu mến một cách rõ ràng—mang sự hoài niệm về tuổi thơ và gợi nhớ về cha mẹ mình bằng sự hiện diện của họ." Trên trang The Village Voice, Stephanie Zacharek cho rằng những cảnh quay ở cánh gà, khi đoàn hát thay trang phục hay chỉnh tóc giả, phô bày "sự kín đáo" trong phong cách ghi hình của Nguyễn Thị Thắm, mô tả đây là "một bộ phim tài liệu nhẹ nhàng và giản dị."

### Giải thưởng
| Giải thưởng                                            | Hạng mục                           | Kết quả       | Nguồn  |
| ------------------------------------------------------ | ---------------------------------- | ------------- | ------ |
| Liên hoan Điện ảnh Hiện thực Paris                     | Phim đầu tay quốc tế xuất sắc nhất | Đề cử         | [ 26 ] |
| Liên hoan Phim tài liệu Đông Nam Á Chopshots Indonesia | Special Mention                    | Đoạt giải     | [ 28 ] |
| Cánh diều vàng                                         | Phim tài liệu                      | Đạt bằng khen | [ 52 ] |